# Plecopterodes heterochroana
Plecopterodes heterochroana là một loài bướm đêm trong họ Noctuidae.